# Porto do Son
Porto do Son è un comune spagnolo di 9 699 abitanti situato nella comunità autonoma della Galizia.
Il comune è suddiviso in 10 parrocchie e vi si contano ben 146 nuclei abitati. I due principali sono Portosín e Villa de Puerto del Son che è il capoluogo.
Di grande interesse storico-archeologico il sito di Castro de Baroña.
Porto do Son è la dicitura gallega, assunta ufficialmente dal 1984. Fino ad allora il comune si è chiamato Puerto del Son, secondo la dicitura spagnola.